# پیش‌درآمد
پیش‌درآمد فُرمی ضربی در موسیقی ایرانی است که قبل از درآمد یک دستگاه یا آواز اجرا می‌شود و به همین دلیل پیش‌درآمد خوانده می‌شود. پیش‌درآمد معمولاً در ابتدای یک برنامهٔ موسیقی به عنوان اولین بخش اجرا می‌شود. پیش‌درآمد قطعه‌ای است سازی (بدون آواز) که به صورت گروهی اجرا می‌شود، تندای آهسته‌ای دارد و در آن به مدهای مهم دستگاه یا آوازی که قرار است اجرا شود اشاره می‌کنند.
اگرچه واژهٔ پیش‌درآمد از پیش از دورهٔ میرزا عبدالله و آقا حسینقلی به کار گرفته می‌شده و فرم‌های مشابه آن در رساله‌های موسیقی قدیمی نظیر آثار فارابی و ابن زیله نیز یافت می‌شود، اما تا اواخر دورهٔ قاجار این فرم رواج نداشت، و اجرای موسیقی با تکنوازی‌های مختلف شروع می‌شد. ابداع پیش‌درآمد به معنای امروزی‌اش را به رکن‌الدین مختاری و درویش‌خان نسبت می‌دهند. رکن‌الدین خان پس از شکل‌گیری انجمن اخوت و رواج یافتن کنسرت‌های موسیقی سنتی، قطعه‌ای گروهی برای اجرا در ابتدای کنسرت معرفی کرد که پیش‌درآمد نام گرفت. درویش‌خان نیز پیش‌درآمدها مختلفی ساخت که در رواج آن بین ردیف‌نوازان نقش بسزایی داشت. در دورهٔ مشروطه، فرم پیش‌درآمد گسترش فراوان یافت و آهنگسازان دیگری نیز به ساختن پیش‌درآمدها پرداختند. پس از آن به تدریج اقبال عمومی از پیش‌درآمد کاهش یافت چنان‌که ساختن و نواختن آن در دورهٔ معاصر چندان مرسوم نیست.
اهمیت دیگر پیش‌درآمد از آن جهت است که برخلاف دیگر فرم‌های رایج موسیقی سنتی ایرانی که در آن‌ها موسیقی نقش همراهی خواننده یا رقاصان را بر عهده دارد، پیش‌درآمد مشخصاً روی نوازندگان متمرکز است. پیش‌درآمد گاه با فرم‌های موسیقی غربی از جمله روندو و اورتور، و با پیش‌پرده در تئاتر مقایسه شده‌است. پیش‌درآمدها معمولاً تندای آهسته‌ای دارند، و ضرب‌آهنگ آن‌ها دارای دورهای تکرارشونده است. ضرب‌آهنگ‌های رایج در پیش‌درآمد عبارتند از شش‌چهار و شش و هشت آهسته، اگرچه رکن‌الدین مختاری پیش‌درآمدهایی سریع‌تر در ضرب‌آهنگ‌های دوضربی نیز ساخت که تدریجاً رواج یافتند. با این که تمرکز پیش‌درآمد بر مد اصلی دستگاهی است که بعداً قرار است نواخته شود، اما پرده‌گردانی به دیگر دستگاه‌ها و آوازها نیز در پیش‌درآمد مرسوم است. پیش‌درآمد همیشه قبل از اجرای درآمد دستگاه یا آواز اجرا نمی‌شود و گاهی پیش از اجرای گوشه‌های دیگر نیز پیش‌درآمدی مخصوص آن گوشه اجرا می‌شود. علاوه بر پیش‌درآمدهای متعددی که توسط درویش‌خان و رکن‌الدین خان ساخته شدند، از دیگر آثار معروف در این فرم می‌توان به پیش‌درآمد اصفهان از مرتضی نی‌داوود و پیش‌درآمد اصفهان از رضا محجوبی اشاره کرد که به ترتیب الهام‌بخش موسیقی عنوان‌بندی مجموعه‌های تلویزیونی هزاردستان و کیف انگلیسی بوده‌اند.

## تعریف
پیش‌درآمد یک فرم (یا به عقیدهٔ برخی یک گونهٔ) سازی (بدون آواز)، متریک (اغلب در میزان‌بندی شش‌چهار)، و از پیش ساخته شده‌است و معمولاً تُندای آن از پایین‌ترین تنداها در موسیقی سنتی ایرانی است؛ پیش‌درآمد به مُدهای مهم دستگاه اشاره می‌کند و در آغاز یک برنامهٔ موسیقی نواخته می‌شود. پیش‌درآمد قبل از درآمد هر دستگاه یا آوازی اجرا می‌شود و هدف از اجرای آن آماده‌کردن ذهن شنونده با آن دستگاه یا آواز است. قسمت‌های تشکیل‌دهندهٔ پیش‌درآمد از همان دستگاه یا آواز گرفته می‌شوند و پیش‌درآمد خلاصه‌ای از درآمد و گوشه‌های مهم یک دستگاه یا آواز را در قالبی موزون ارائه می‌کند.

## تاریخچه
اگرچه پیش‌درآمد جزئی اصلی از موسیقی ایرانی در زمان قاجار و پیش از آن نبوده‌است، فرم پیش‌درآمد مورد بحث موسیقی‌دانان گذشته مانند میرزاعبدالله و میرزا حسینقلی بوده‌است. عبدالله دوامی از میرزا حسینقلی نقل می‌کند که: «پیش‌درآمد نوعی ضربی‌نوازی است که از سابقه‌ای طولانی برخوردار است و اگر نوازنده آوازها را به صورت ضربی بنوازد، یک پیش‌درآمد است.» همچنین در رساله‌های موسیقایی قدیمی، از جمله آثار فارابی و ابن زیله، به فرم‌های موزون بدون آوازی اشاره شده که از نظر ساختاری به پیش‌درآمد شبیه هستند. صفی‌الدین ارموی نیز از قطعه‌هایی با نام «طریقه» اسم برده که به عنوان مقدمه‌ای برای قطعات آوازی به کار می‌رفتند، چنان‌که با گذاشتن کلام روی طریقه می‌توانستند آن را به صوت تبدیل کنند؛ لذا ارتباط بین تصنیف و پیش‌درآمد در موسیقی ردیفی را می‌توان مانند ارتباط بین صوت (آواز) و طریقه در موسیقی قدیم ایران دانست.
فرم مشابهی در موسیقی ترکی نیز به کار می‌رود که به آن پیشرو (به ترکی استانبولی: peşrev، بِشرِف یا پِشرف) گفته می‌شود که احتمالاً مخفف عبارت فارسی «پیش از رفتن» است. در رساله‌های عبدالقادر مراغه‌ای نیز به «پیشرو» به عنوان قطعه‌ای که به عنوان مقدمه‌ای برای فرم آواز اجرا می‌شود اشاره شده‌است. اما ساختار پیشرو در موسیقی ترکی و پیش‌درآمد در موسیقی ردیفی چندان قابل قیاس با یکدیگر نیست چنان‌که گونه‌هایی از پیشرو آوازی نیز وجود داشته‌است. به عقیدهٔ محمدرضا لطفی اگرچه شکل‌گیری پیش‌درآمد در ایران به صورت مستقل و خودجوش صورت گرفته، اما با توجه به ارتباطات فرهنگی بین ایران و ترکیه این احتمال دارد که فرم پیش‌درآمد از پیشرو تأثیر گرفته باشد. اما ژان دورینگ پا را از این فراتر گذاشته و پیش‌درآمد را حاصل رونق دوبارهٔ پیشرو دانسته‌است، چنان‌که می‌گوید: «به مرور زمان تکنوازان اغلب اجرای خود را با یک درآمد ریتمیک آغاز کردند. همزمان با ظهور کنسرت‌های عمومی، قطعهٔ پیش‌درآمد نیز ابداع شد (یا بهتر بگوییم دوباره رونق گرفت، زیرا در گذشته قطعهٔ پیشرو همین نقش را داشت.»
قدیمی‌ترین قطعه‌ها با ساختار کنونیِ پیش‌درآمد را احتمالاً نوازندگان دوران ناصرالدین شاه ساختند، از جمله محمدصادق‌خان و آقاحسینقلی. این قطعات ساختاری ساده داشتند و به صورت گروهی اجرا نمی‌شدند و در آن زمان به نام پیش‌درآمد شناخته نمی‌شدند. اما بعدها مهدی صلحی برخی از آن‌ها را به عنوان نمونه‌ای از پیش‌درآمد در ردیف خود آورده‌است. از روایات موجود چنین بر می‌آید که تا اواخر دورهٔ قاجار رسم بر این بود که وقتی گروهی از نوازندگان و خوانندگان دور هم جمع می‌شدند، همه با هم شروع به اجرای موسیقی نمی‌کردند بلکه ابتدا آن که از همه استادتر بود شروع به نواختن می‌کرد و بعد بقیهٔ نوازندگان به ترتیب به نوبهٔ خود می‌نواختند و تنها در انتهای اجرا بود که در قالب قطعاتی در فرمِ رِنگ یا چهارمضراب، اجرای گروهی صورت می‌گرفت. اما ابداع پیش‌درآمد به شکل امروزی‌اش، پس از استبداد صغیر رخ داده‌است.

### ابداع
پس از استبداد صغیر با شکل‌گیری انجمن اخوت، گروه‌های موسیقی که برای اجرای کنسرت در این انجمن گرد هم می‌آمدند کنسرت‌ها را با اجرای یک قطعهٔ ضربی سازی به‌طور همزمان شروع کردند. اولین بار این کار به پیشنهاد رکن‌الدین مختاری انجام شد و قطعه‌ای که ساختهٔ خود او بود را ارکستر به‌طور دسته‌جمعی نواخت؛ این قطعه را مشیر همایون شهردار «پیش‌درآمد» نامید چرا که پیش از آن اجرای موسیقی با درآمد آغاز می‌شد و این قطعه پیش از درآمد اجرا می‌شد. علی‌رغم وجود مستندات برای این ماجرا، برخی (از جمله ساسان سپنتا و مجید کیانی) شکل‌گرفتن پیش‌درآمد را به درویش‌خان نسبت می‌دهند. روح‌الله خالقی هم در کتاب سرگذشت موسیقی ایران می‌نویسد که «مسلم است مبتکر پیش‌درآمد به سبک امروز درویش‌خان است». او البته به وجود قطعه‌ای به نام «پیش‌درآمد محمدصادق‌خانی» در ردیف مهدی‌قلی هدایت اشاره می‌کند و به این که آقا حسینقلی هم بعد از محمدصادق‌خان پیش‌درآمدی به وزن 2
4 در دستگاه ماهور ساخته نیز می‌پردازد، اما این پیش‌درآمدها را قطعاتی مستقل نمی‌داند و آن‌ها را جزئی از ردیف تلقی می‌کند.
پس از مختاری، درویش‌خان نیز در قالب پیش‌درآمد قطعاتی ساخت که اولین آن‌ها یک پیش‌درآمد ابوعطا بود. درویش‌خان همچنین در کلاس موسیقی خودش به‌طور شفاهی پیش‌درآمد را به هنرآموزان آموزش می‌داد و در ترویج آن نقش داشت؛ از همین رو از او در کنار رکن‌الدین‌خان به عنوان پایه‌گذاران پیش‌درآمد یادشده‌است. برخی نیز ساخت پیش‌درآمد را فقط به درویش‌خان نسبت می‌دهند، و ریشهٔ آن را قطعه‌های ضربی کوتاهی می‌دانند که آقاحسینقلی و سماع حضور در ابتدای درآمد آواز اجرا می‌کردند و از درویش‌خان (که آموزش موسیقی غربی هم دیده بود) به عنوان کسی که به این قطعه‌ها استقلال بخشید و نام پیش‌درآمد را رویشان گذاشت یاد می‌کنند. ارشد تهماسبی نیز در مصاحبه‌ای با سیدعلیرضا میرعلینقی این گمان را مطرح می‌کند که میرزاعبدالله خود این فرم پیش‌درآمد را از درویش‌خان که شاگردش بود فرا گرفته و در مکتب موسیقی خود به شاگردان دیگرش آموزش داده‌است. پس از این دوره ساختن پیش‌درآمد در دستگاه‌های مختلف رواج یافت، چنان‌که مهدیقلی هدایت در مجمع الادوار (چاپ ۱۳۱۷ ه‍.خ) نوشته که «اخیراً پیش‌درآمدی برای هر دستگاه یا آواز ساخته‌اند.» در این دوره مرسوم بود که برای هر پیش‌درآمد یک رنگ هم می‌ساختند که از نظر مد و ملودی به آن شبیه بود.
به عقیدهٔ هرمز فرهت، در دورهٔ قاجار با افزایش مواجههٔ موسیقی‌دانان ایرانی به موسیقی اروپا، علاقه به گروه‌نوازی بیشتر شد اما قطعات موسیقی سنتی ایرانی که معمولاً به بداهه‌نوازی یک نوازنده یا خواننده استوار بودند برای این منظور مناسب نبودند و ابداع فرم پیش‌درآمد پاسخی به بود به نیاز موسیقی‌دانان قاجار به قطعات آهنگسازی شده که مناسب اجرای گروهی باشند. از همین رو در اجراهای انفرادی دستگاه، اجرای پیش‌درآمد متداول نیست و در اجراهای گروهی است که پیش‌درآمد قبل از هر چیز نواخته می‌شود.

### گسترش و افول
به گفتهٔ روح‌الله خالقی پیش‌درآمد پس از ابداعش به سرعت گسترش یافت و حتی در شهرستان‌ها هم پیش‌درآمدهای رکن‌الدین خان و درویش‌خان را می‌نواختند. این پیش‌درآمدهای اولیه عبارت بودند از پیش‌درآمد ابوعطا، افشاری، ماهور و سه‌گاه از درویش‌خان، و پیش‌درآمد شور، بیات ترک، دشتی، چهارگاه، ماهور، همایون و اصفهان از رکن‌الدین خان. بیشتر این پیش‌درآمدها شش ضربی بودند، اما پیش‌درآمد سه‌گاه درویش‌خان دوضربی و پیش‌درآمد ماهور رکن‌الدین خان دارای ضرب‌های مختلف بود (اول چهار ضرب، بعد دو ضرب، و بعد سه ضرب، و در انتها دو ضربیِ تند). سپس‌تر در دورهٔ مشروطه، عارف قزوینی در تالاری در منطقهٔ لاله‌زار تهران (به نام سالن گراند هتل) شروع به اجرای کنسرت‌هایی کرد که شامل تصنیف‌های خودش بود و مضامین سیاسی و اجتماعی داشتند. پیش از هر قسمت کنسرت، یک پیش‌درآمد از ساخته‌های درویش‌خان یا رکن‌الدین خان اجرا می‌شد. از دیگر پیش‌درآمدسازان این دوره می‌توان به علی‌اکبر شهنازی (که بیشتر پیش‌درآمدهایش دو ضرب بود) و رضا محجوبی (که پیش‌درآمدهایش به تقلید از رکن‌الدین خان شش‌ضربی بود) اشاره کرد.
یکی از دلایلی اهمیت پیش‌درآمد در موسیقی سنتی ایرانی آن است که برخلاف دیگر فرم‌های موسیقی سنتی ایرانی همچون آواز و تصنیف که همراه با شعر اجرا می‌شوند و رنگ که برای رقص ساخته شده‌است، پیش‌درآمد اولین فرم موسیقایی بود که فقط مختص موسیقی است و به رقص و آواز ربطی ندارد. از این رو، جا افتادن فرم پیش‌درآمد و گسترش اجرای موسیقی سنتی به صورت «کنسرت» هر دو به عنوان مصداقی از نوگرایی در موسیقی سنتی ایرانی دانسته می‌شوند چون به اهمیت موسیقی به عنوان «اتفاق اصلی» می‌افزایند و از نقش آواز و رقص در این راستا می‌کاهند. با این حال، به تدریج ساختن و نواختن پیش‌درآمد از رسم افتاد و بین آهنگسازان جدید چندان مرسوم نیست.

## ساختار
ضرب پیش‌درآمد معمولاً آهسته است، اگرچه برخی از پیش‌درآمدهای علی‌اکبر شهنازی و رکن‌الدین مختاری ضرب‌آهنگ تندتری نسبت به دیگر پیش‌درآمدها دارند. پیش‌درآمد در ضرب‌های گوناگون ساخته می‌شود؛ ضرب‌های ساده شامل دو ضربی، چهار ضربی، سه ضربی، و ضرب‌های ترکیبی شامل دو ضربی، سه ضربی و حتی ترکیبی از ضرب‌های ساده و ترکیبی که در میان آن ضرب‌های غیرمتقارن لَنگ، خودنمایی می‌کند. هر پیش‌درآمد دور ریتمیکی دارد که به آن پایه می‌گویند و پایه، همان ادوار ریتمیک است که صفی‌الدین ارموی و عبدالقادر مراغه‌ای به آن اشاره کرده‌اند. به گفتهٔ هومان اسعدی، ضرب‌آهنگ‌های رایج در پیش‌درآمد عبارتند از شش‌هشت آهسته (6
8)، یا شش‌چهار (6
4). اما فرهاد فخرالدینی وزن‌های 2
4 و 3
4 را هم رایج می‌داند و وزن 2
4 را دارای بیشترین عمومیت می‌نامد. به گفتهٔ فرامرز پایور، اولین بار رکن‌الدین مختاری (که خود پیشینهٔ آشنایی با موسیقی نظامی داشت) بود که وزن دو ضربی (2
4) را با ساختن پیش‌درآمدی در دستگاه چهارگاه معمول و متداول کرد. از آنجا که این ضرب‌آهنگ نشاط‌آور بود و تند بودن آن باعث نمایان شدن قدرت و تکنیک نوازنده نیز می‌شد، اجرای پیش‌درآمدهایی از این دست معمول شد. اما چه در این شکل تازه و چه در شکل پیشین، پیش‌درآمد اگرچه وزن ثابت دارد ولی برخلاف سایر بخش‌های موزون موسیقی ردیفی، از وزن‌های عروضی پیروزی نمی‌کند. از سوی دیگر، برخی از پیش‌درآمدهای درویش‌خان و رکن‌الدین خان به دلیل ضرب‌آهنگ پیچیده و غیر متقارنی که دارند مورد ستایش قرار گرفته‌اند و اجرای آن‌ها برای نوازندگان تازه‌کار دشوار توصیف شده‌است.
خالقی ساختار پیش‌درآمد را (با یک ضرب‌آهنگ پایه که شش‌ضربی است) به این شکل توضیح داده‌است: شروع با یک قطعهٔ پایه که یک میزان (شش ضرب) است، و تقلید آن توسط تنبک در میزان بعدی، سپس اجرای یک ملودی که چهار میزان است، بعد اجرای جواب این ملودی با نت‌های بمتر و پرورش آن با تغییرات مختصر و رفتن به گوشه‌های دیگر ولی با ملودی مشابه. رفتن به گوشه‌های اصلی، خروج به موقع و درهم آمیختن ریتم از مهم‌ترین مشخصات پیش‌درآمد است. پرده‌گردانی به گوشه‌های مهم ردیف، نکته‌ای بسیار مهم در پیش‌درآمد است. این پرده‌گردانی بایستی با ظرافت انجام شود تا با منطق پرده‌گردانی ردیف در تضاد نباشد و نیز گوش شنونده را آزار ندهد. همچنین، اگرچه پیش‌درآمد معمولاً در ابتدای اجرای یک دستگاه یا آواز اجرا می‌شود اما این یک ضرورت نیست و می‌توان پیش‌درآمدهایی ساخت که پیش از گوشه‌ای به جز درآمد دستگاه یا آواز قرار بگیرند (مثلاً پیش از مخالف سه‌گاه یا پیش از گوشهٔ دلکش دستگاه ماهور).
برونو نتل ساختار پیش‌درآمد و چهارمضراب در موسیقی ایرانی را با ساختار روندو در موسیقی غربی مقایسه می‌کند که در آن یک تم اصلی تکرار می‌شود و ملودی‌های کوتاه و مرتبطی بین این تکرارها نواخته می‌شوند. تم اصلی معمولاً بر اساس درآمد دستگاهی که پیش‌درآمد (یا چهارمضراب) در آن نواخته می‌شوند شکل می‌گیرد، در حالی که ملودی‌های لابه‌لا، معمولاً بر اساس دیگر گوشه‌های آن دستگاه هستند. در مقابل، برخی پیش‌درآمد را با اورتور در موسیقی غربی شبیه می‌دانند. پیش‌درآمد همچنین با فرم پیش‌پرده در تئاتر نیز مشابه دانسته شده‌است.
جمله‌های تشکیل‌دهندهٔ پیش‌درآمد معمولاً ساده هستند و اغلب از فرازهایی تشکیل می‌شوند که هر کدامشان چهار میزان هستند. جمله‌های اول معمولاً در مایهٔ درآمد دستگاه یا آواز هستند، اما جمله‌های بعد به گوشه‌های دیگر آن دستگاه یا آواز ورود می‌کنند. ترتیب گوشه‌هایی که در پیش‌درآمد اجرا می‌شوند، در گذشته با ترتیب گوشه‌های ردیف آن دستگاه یا آواز مطابقت داشت؛ این ویژگی به‌خصوص در پیش‌درآمدهایی که رکن‌الدین‌خان و درویش‌خان ساخته بودند برقرار بود و پیش‌درآمدهای آن‌ها در واقع خلاصه‌ای ردیف دستگاه یا آواز مربوط را شامل می‌شد. اما در پیش‌درآمدهای جدیدتر، این نکته لزوماً رعایت نمی‌شود.

## نمونه‌ها
برخی از پیش‌درآمدهای معروف عبارتند از پیش‌درآمد اصفهان اثر مرتضی نی‌داوود (که مرتضی حنانه آن را در ر مینور تنظیم کرد تا برای موسیقی عنوان‌بندی مجموعهٔ تلویزیونی هزاردستان به کار گرفته شود)، پیش‌درآمد اصفهان اثر رضا محجوبی (که بعداً فرهاد فخرالدینی موسیقی عنوان‌بندی مجموعهٔ کیف انگلیسی را بر اساس آن درست کرد) و پیش‌درآمد سه‌گاه ساختهٔ درویش‌خان. همچنین علی‌اکبر شهنازی در اواخر دههٔ ۱۳۱۰ یا اوایل دههٔ ۱۳۲۰ ه‍.خ یک پیش‌درآمد در دستگاه شور ساخت که حسین تهرانی در آن وی را با تنبک همراهی می‌کرد؛ این اثر یکی از پیش‌درآمدهای بدیع و ماندگار دانسته می‌شود و در آن توجه زیادی به ضربی‌نوازی شده و بزرگی و بلندی ضربات مضراب (در مقایسه با شیوهٔ تارنوازی پیش از شهنازی) در این اثر مشهود است. اجراهای فراوانی از این اثر صورت گرفته که از آن جمله می‌توان به اجرای محمدرضا لطفی به همراه گروه شیدا در برنامهٔ گلچین هفته شمارهٔ ۶۸ اشاره کرد.

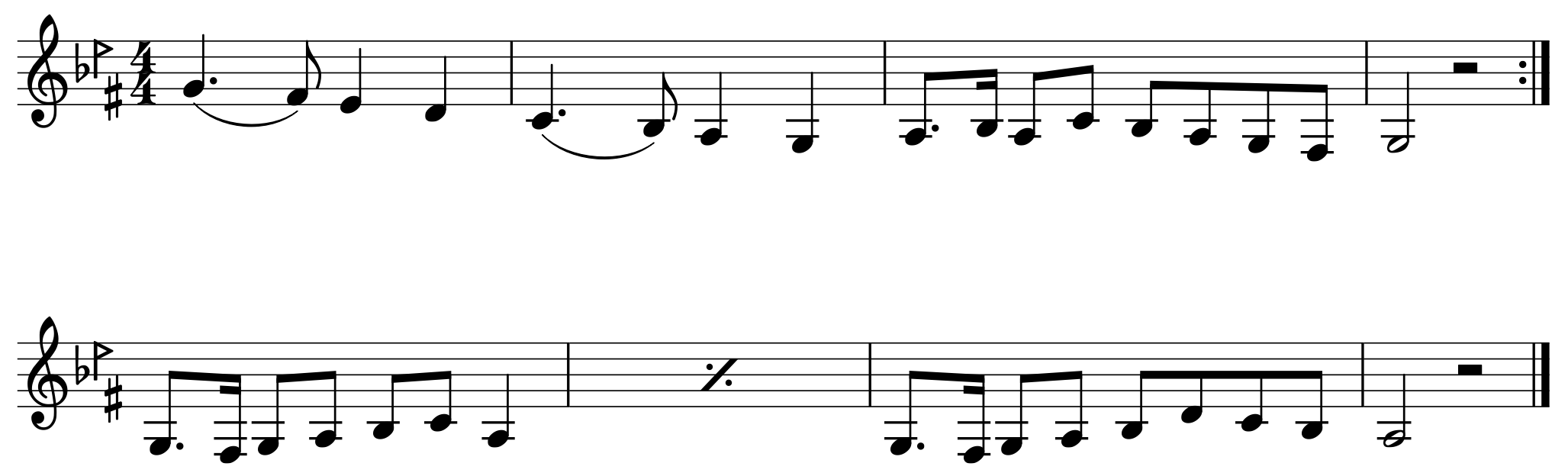
نت‌نویسی ساده شدهٔ دوازده میزان اول پیش‌درآمد اصفهان از مرتضی نی‌داوود

## برای مطالعهٔ بیشتر
- تهماسبی، ارشد (۱۳۸۸). صد و یک پیش‌درآمد. تهران: سوره مهر. شابک M-۹۰۱۴۵۱۴-۳-۸.